# 自由歳差運動
自由歳差運動とは、剛体が外力なしに、回転軸が慣性主軸を通らない回転運動をしているときの、回転軸が振れ回るような運動のことである。単に剛体の自由運動ということもある。外力により歳差運動をしていて、回転軸が慣性主軸からわずかにずれているような物体の場合、には章動となる。
オイラーの運動方程式でトルク N を 0 として解くことで解析解が得られる。エネルギー保存則と角運動量保存則から、主慣性モーメントを {\displaystyle I_{1},\,I_{2},\,I_{3}}として
{\displaystyle I_{1}\omega _{1}^{2}+I_{2}\omega _{2}^{2}+I_{3}\omega _{3}^{2}=2T}

{\displaystyle I_{1}^{2}\omega _{1}^{2}+I_{2}^{2}\omega _{2}^{2}+I_{3}^{2}\omega _{3}^{2}=L^{2}}
であり、角速度ベクトル{\displaystyle (\omega _{1},\,\omega _{2},\,\omega _{3})}の先端は、
上記２つの式で表される２つの楕円体が交差する線の上を動くことがわかる。
{\displaystyle I_{1}=I_{2}}の場合は円となり、初等的に表せる。一般の場合はヤコビの楕円関数で表される。
剛体の運動は運動エネルギーによって定義される楕円体が慣性座標系において、ある平面状を転がる運動とみることもできる。詳しくはポワンソーの楕円体を参照のこと。
地球の自由歳差運動は章動、ないし章動のうちの自由章動成分である。